# Inre Tväråträsket, Västerbotten
Inre Tväråträsket är en sjö i Skellefteå kommun i Västerbotten och ingår i Byskeälvens huvudavrinningsområde. Sjön har en area på 0,101 kvadratkilometer och ligger 231,1 meter över havet. Sjön avvattnas av vattendraget Tvärån.

## Delavrinningsområde
Inre Tväråträsket ingår i det delavrinningsområde (723134-172624) som SMHI kallar för Utloppet av Yttre Tväråträsket. Medelhöjden är 284 meter över havet och ytan är 15,82 kvadratkilometer. Det finns inga avrinningsområden uppströms utan avrinningsområdet är högsta punkten. Tvärån som avvattnar avrinningsområdet har biflödesordning 2, vilket innebär att vattnet flödar genom totalt 2 vattendrag innan det når havet efter 44 kilometer. Avrinningsområdet består mestadels av skog (73 procent) och sankmarker (11 procent). Avrinningsområdet har 0,35 kvadratkilometer vattenytor vilket ger det en sjöprocent på 2,2 procent.